# Pseudopleuronectes obscurus
Pseudopleuronectes obscurus is een straalvinnige vissensoort uit de familie van schollen (Pleuronectidae). De wetenschappelijke naam van de soort is voor het eerst geldig gepubliceerd in 1890 door Herzenstein.